# Miocepphus
Miocepphus — викопний рід сивкоподібних птахів родини алькових (Alcidae). Існував у міоцені та пліоцені (20-3,6 млн років тому) на східному узбережжі Північної Америки. Скам'янілі рештки птаха знайдені у штатах Меріленд, Північна Кароліна та Вірджинія.